# Brachypsectra fuscula
Brachypsectra fuscula is een keversoort uit de familie Brachypsectridae. De wetenschappelijke naam van de soort is voor het eerst geldig gepubliceerd in 1930 door Blair.